# Stylia maculata
Stylia maculata är en tvåvingeart som beskrevs av Robineau-desvoidy 1830. Stylia maculata ingår i släktet Stylia och familjen borrflugor.
Artens utbredningsområde är Frankrike. Inga underarter finns listade i Catalogue of Life.